# Сердюков, Вячеслав Викторович
Вячеслав Викторович Сердюков (род. 16 августа 1989, Кустанай) — казахстанский футболист, нападающий.

## Клубная карьера
Футбольную карьеру начал в 2005 году в составе клуба «Аят» Рудный в первой лиге.
В 2007 году перешёл в «Тобол» Костанай. 19 апреля 2009 года в матче против клуба «Локомотив» Астана дебютировал в казахстанской Премьер-лиге.

## Достижения
«Тобол» Костанай
- Чемпион Казахстана: 2010

«Жетысу»
- Чемпион Первой лиги Казахстана: 2017

«Мактаарал»
- Серебряный призёр Первой лиги Казахстана: 2021

## Клубная статистика
| Игровая карьера | Игровая карьера | Игровая карьера | Лига | Лига | Кубок | Кубок | Межд. | Межд. | Др. | Др. |
| --------------- | --------------- | --------------- | ---- | ---- | ----- | ----- | ----- | ----- | --- | --- |
| 2018            | Алтай           | Б               | 20   | 4    | 3     | 0     | —     | —     | —   | —   |
| 2019            | Алтай           | Б               | 22   | 5    | 1     | 0     | —     | —     | —   | —   |
| 2020            | Мактаарал       | Б               | 12   | 5    | —     | —     | —     | —     | —   | —   |
| 2021            | Мактаарал       | Б               | 12   | 7    | 5     | 0     | —     | —     | —   | —   |
| 2023            | Иле-Саулет      | В               | 1    | 1    | —     | —     | —     | —     | —   | —   |